# Automatic Computing Engine

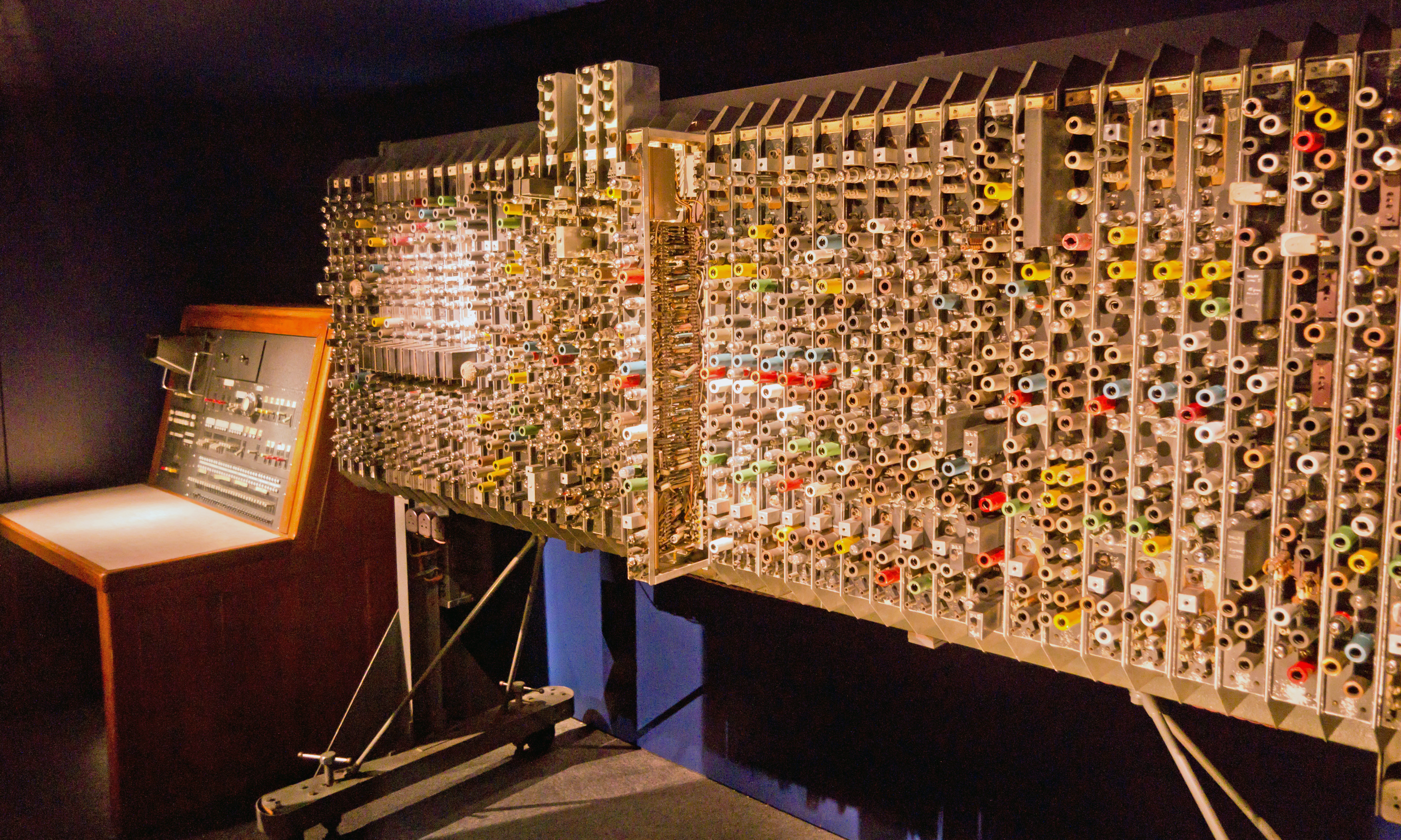
Le Pilot ACE au Musée des Sciences de Londres.

Pour les articles homonymes, voir ACE.
L'Automatic Computing Engine (ACE) est un design d'ordinateurs à programme enregistré, conçu par Alan Turing,,,,,,,,.

## Pilot ACE
Le Pilot ACE (Automatic Computing Engine (ACE)) est le prototype du premier ordinateur construit au Royaume-Uni. Il a été assemblé et mis au point par le National Physical Laboratory (NPL) en 1950. Cette machine programmable fut le premier calculateur capable d'exécuter des calculs en virgule flottante.

## Bendix G-15
Le Bendix-G15 est un ordinateur qui a été créé en 1956 par la compagnie Bendix à Los Angeles en Californie. Il pesait environ 450 kg.